# Orion aveugle
Pour les articles homonymes, voir Orion.
Orion aveugle est un roman de Claude Simon publié le 30 juin 1970 aux éditions Albert Skira.

## Éditions
- Orion aveugle, éditions Albert Skira, 1970.